# Liste der Lieder von Hannes Wader
Diese Liste umfasst von Hannes Wader veröffentlichte Lieder. (Die Spalte „veröffentlicht auf“ nennt nicht zwangsläufig die erste Veröffentlichung.)
| Titel                                                               | Komponist / Texter                                                  | Jahr | veröffentlicht auf                                          |
| ------------------------------------------------------------------- | ------------------------------------------------------------------- | ---- | ----------------------------------------------------------- |
| Alle meine Freunde                                                  | Wader                                                               | 1969 | Hannes Wader singt …                                        |
| Das Bier in dieser Kneipe                                           | Wader                                                               | 1969 | Hannes Wader singt …                                        |
| Strenge Gesellen                                                    | Wader                                                               | 1969 | Hannes Wader singt …                                        |
| Die gute Tat                                                        | Wader                                                               | 1969 | Hannes Wader singt …                                        |
| Frau Klotzke                                                        | Wader                                                               | 1969 | Hannes Wader singt …                                        |
| Ich hatte lange schon gespart                                       | Wader                                                               | 1969 | Hannes Wader singt …                                        |
| Nach 12                                                             | Wader                                                               | 1969 | Hannes Wader singt …                                        |
| Das Lied vom kleinen Mädchen                                        | Wader                                                               | 1969 | Hannes Wader singt …                                        |
| Das Loch unterm Dach                                                | Wader                                                               | 1969 | Hannes Wader singt …                                        |
| Viel zu schade für mich                                             | Wader                                                               | 1969 | Hannes Wader singt …                                        |
| Blumen des Armen                                                    | Wader                                                               | 1969 | Hannes Wader singt …                                        |
| Begegnung                                                           | Wader                                                               | 1969 | Hannes Wader singt …                                        |
| Charley                                                             | Wader                                                               | 1971 | Ich hatte mir noch so viel vorgenommen                      |
| Eine, die du nicht kennst                                           | Wader                                                               | 1971 | Ich hatte mir noch so viel vorgenommen                      |
| Steh doch auf, du armer Hund                                        | Wader                                                               | 1971 | Ich hatte mir noch so viel vorgenommen                      |
| Hör auf, Mädchen                                                    | Wader                                                               | 1971 | Ich hatte mir noch so viel vorgenommen                      |
| Aufgewachsen auf dem Lande (Zwischen Kartoffeln und Blumenkohl)     | Wader                                                               | 1971 | Ich hatte mir noch so viel vorgenommen                      |
| Monika                                                              | Wader                                                               | 1971 | Ich hatte mir noch so viel vorgenommen                      |
| Arschkriecher-Ballade                                               | Wader                                                               | 1971 | Ich hatte mir noch so viel vorgenommen                      |
| Ich hatte mir noch so viel vorgenommen                              | Wader                                                               | 1971 | Ich hatte mir noch so viel vorgenommen                      |
| Heute hier, morgen dort (Indian Summer)                             | Gary Bolstad / Bolstad, dt. Wader                                   | 1972 | 7 Lieder                                                    |
| Langeweile                                                          | Wader                                                               | 1972 | 7 Lieder                                                    |
| Schon so lang (Been on the Road so Long)                            | Alex Campbell / Campbell, dt. Wader                                 | 1972 | 7 Lieder                                                    |
| Der Tankerkönig                                                     | Wader                                                               | 1972 | 7 Lieder                                                    |
| Unterwegs nach Süden                                                | Wader                                                               | 1972 | 7 Lieder                                                    |
| Rohr im Wind                                                        | Wader                                                               | 1972 | 7 Lieder                                                    |
| Kokain                                                              | trad., dt. Wader                                                    | 1972 | 7 Lieder                                                    |
| Der Rattenfänger                                                    | Wader                                                               | 1974 | Der Rattenfänger                                            |
| Eine Frau, die ich kannte                                           | Wader                                                               | 1974 | Der Rattenfänger                                            |
| Manche Stadt (One More City)                                        | Colin Wilkie / Wilkie, dt. Wader                                    | 1974 | Der Rattenfänger                                            |
| Es ist schon viele Jahre her                                        | Wader                                                               | 1974 | Der Rattenfänger                                            |
| Talking-Böser-Traum-Blues                                           | Wader                                                               | 1974 | Der Rattenfänger                                            |
| Die Ballade von der Hanna Cash                                      | Ernst Busch / Bertolt Brecht                                        | 1974 | Der Rattenfänger                                            |
| Wieder eine Nacht                                                   | Wader                                                               | 1974 | Der Rattenfänger                                            |
| De Groffschmitt                                                     | trad. (Niederlande.)                                                | 1974 | Plattdeutsche Lieder                                        |
| Min Jehann                                                          | Wader / Klaus Groth                                                 | 1974 | Plattdeutsche Lieder                                        |
| Lütt Anna-Susanna                                                   | trad. (Hannover, 19. Jh.)                                           | 1974 | Plattdeutsche Lieder                                        |
| Dar weer en mal ne lüttge Buurdeern                                 | trad.                                                               | 1974 | Plattdeutsche Lieder                                        |
| Dat du min Leefste büst                                             | trad. (Holstein, 19. Jh.)                                           | 1974 | Plattdeutsche Lieder                                        |
| Ol Man de wull riden                                                | trad.                                                               | 1974 | Plattdeutsche Lieder                                        |
| He sä mi so vel                                                     | Wader / Klaus Groth                                                 | 1974 | Plattdeutsche Lieder                                        |
| De Moel                                                             | trad. (Irland) / Klaus Groth                                        | 1974 | Plattdeutsche Lieder                                        |
| Keen Graff is so breet                                              | trad. (USA) / Klaus Groth                                           | 1974 | Plattdeutsche Lieder                                        |
| Lütt Matten                                                         | trad. / Klaus Groth                                                 | 1974 | Plattdeutsche Lieder                                        |
| De jung Wetfru                                                      | trad. / Klaus Groth                                                 | 1974 | Plattdeutsche Lieder                                        |
| Hartleed                                                            | trad. (USA) / Klaus Groth                                           | 1974 | Plattdeutsche Lieder                                        |
| Trina, komm mal voer de Doer                                        | trad.                                                               | 1974 | Plattdeutsche Lieder                                        |
| Dar buten inne Masch                                                | trad.                                                               | 1974 | Plattdeutsche Lieder                                        |
| Trotz alledem                                                       | Robert Burns / Ferdinand Freiligrath                                | 1975 | Hannes Wader: Volkssänger                                   |
| Wie schön blüht uns der Maien                                       | trad. (16. Jh.), Max Pohl                                           | 1975 | Hannes Wader: Volkssänger                                   |
| Das Notabene                                                        | Carl Michael Bellman / Bellman, dt. Klabund                         | 1975 | Hannes Wader: Volkssänger                                   |
| Wo soll ich mich hinwenden                                          | trad. (18. Jh.)                                                     | 1975 | Hannes Wader: Volkssänger                                   |
| Der Kuckuck                                                         | trad. (Bergisches Land, Mitte 19. Jh.)                              | 1975 | Hannes Wader: Volkssänger                                   |
| Die freie Republik                                                  | trad. (Mitte 19. Jh.)                                               | 1975 | Hannes Wader: Volkssänger                                   |
| So trolln wir uns                                                   | Carl Michael Bellman / Bellman, dt. Carl Zuckmayer                  | 1975 | Hannes Wader: Volkssänger                                   |
| Das Bürgerlied                                                      | trad. („Prinz Eugen“) / Adalbert Harnisch                           | 1975 | Hannes Wader: Volkssänger                                   |
| Wilde Schwäne                                                       | Clemens Neumann / trad. (Litauen, Ostpreußen), bearb. Karl Plenzat  | 1975 | Hannes Wader: Volkssänger                                   |
| König von Preußen                                                   | trad. (Ende 18. Jh.)                                                | 1975 | Hannes Wader: Volkssänger                                   |
| Weile an dieser Quelle                                              | Carl Michael Bellman / Bellman, dt. Carl Zuckmayer                  | 1975 | Hannes Wader: Volkssänger                                   |
| Der Winter ist vergangen                                            | trad. (Niederlande, 16. Jh.)                                        | 1975 | Hannes Wader: Volkssänger                                   |
| Freifrau von Droste-Vischering                                      | unbekannt / Rudolf Löwenstein                                       | 1975 | Hannes Wader: Volkssänger                                   |
| Es geht eine dunkle Wolke                                           | trad. (Bayern, 16. Jh.)                                             | 1975 | Hannes Wader: Volkssänger                                   |
| Der Bollmann                                                        | trad. (Ostwestfalen)                                                | 1975 | Hannes Wader: Volkssänger                                   |
| Der Putsch                                                          | Wader                                                               | 1976 | Kleines Testament                                           |
| Schon morgen                                                        | Wader                                                               | 1976 | Kleines Testament                                           |
| Hotel zur langen Dämmerung                                          | Wader                                                               | 1976 | Kleines Testament                                           |
| Kleines Testament                                                   | Wader                                                               | 1976 | Kleines Testament                                           |
| Dem Morgenrot entgegen                                              | Julius Mosen (Hofer) / Heinrich Eildermann                          | 1977 | Hannes Wader singt Arbeiterlieder                           |
| Auf, auf zum Kampf                                                  | trad. (Berlin, 1919)                                                | 1977 | Hannes Wader singt Arbeiterlieder                           |
| Der kleine Trompeter                                                | Thomas Hagedorn / Victor Gurski                                     | 1977 | Hannes Wader singt Arbeiterlieder                           |
| Bella ciao                                                          | trad. (ital. Partisanenlied), dt. T.H. Berner                       | 1977 | Hannes Wader singt Arbeiterlieder                           |
| Mamita mía                                                          | trad. (Span. Bürgerkrieg), dt. Ernst Busch                          | 1977 | Hannes Wader singt Arbeiterlieder                           |
| Die Thälmann-Kolonne                                                | Paul Dessau / Gudrun Kabisch                                        | 1977 | Hannes Wader singt Arbeiterlieder                           |
| El pueblo unido                                                     | Sergio Ortega / Quilapayún, dt. Wader                               | 1977 | Hannes Wader singt Arbeiterlieder                           |
| Das Einheitsfrontlied                                               | Hanns Eisler / Bertolt Brecht                                       | 1977 | Hannes Wader singt Arbeiterlieder                           |
| Solidaritätslied                                                    | Hanns Eisler / Bertolt Brecht                                       | 1977 | Hannes Wader singt Arbeiterlieder                           |
| Die Moorsoldaten                                                    | Rudi Goguel / Johann Esser, Wolfgang Langhoff                       | 1977 | Hannes Wader singt Arbeiterlieder                           |
| Lied vom Knüppelchen                                                | trad. (Russland), Wader                                             | 1977 | Hannes Wader singt Arbeiterlieder                           |
| Die Internationale                                                  | Pierre Degeyter / Eugène Pottier, dt. Emil Luckhardt                | 1977 | Hannes Wader singt Arbeiterlieder                           |
| Ei hoh                                                              | trad., bearb. Wader                                                 | 1978 | Hannes Wader singt Shanties                                 |
| De Hoffnung                                                         | trad., bearb. Klaus Prigge, Wader                                   | 1978 | Hannes Wader singt Shanties                                 |
| Reine Natur                                                         | Wader / Hein Hoop                                                   | 1978 | Hannes Wader singt Shanties                                 |
| Der untofredene Seemann                                             | trad., bearb. Klaus Prigge, Wader                                   | 1978 | Hannes Wader singt Shanties                                 |
| Käpt’n Kidd                                                         | Wader / Hein Hoop                                                   | 1978 | Hannes Wader singt Shanties                                 |
| Rolling Home (Magelhan)                                             | trad. (England, 19. Jh.) / trad., Plattdeutsch: Robert Hildebrandt  | 1978 | Hannes Wader singt Shanties                                 |
| Hamburger Veermaster                                                | trad., bearb. Klaus Prigge, Wader                                   | 1978 | Hannes Wader singt Shanties                                 |
| Hein Flott                                                          | Wader / Hein Hoop                                                   | 1978 | Hannes Wader singt Shanties                                 |
| Köm un Beer för mi (De Runner von Hamburg)                          | trad., bearb. Klaus Prigge, Wader                                   | 1978 | Hannes Wader singt Shanties                                 |
| Krüüzfoahrt                                                         | Wader / Hein Hoop                                                   | 1978 | Hannes Wader singt Shanties                                 |
| De Kock                                                             | trad., bearb. Fritz Reusch / trad., bearb. Heinrich Schacht         | 1978 | Hannes Wader singt Shanties                                 |
| Shenandoah                                                          | trad. (USA), bearb. Wader                                           | 1978 | Hannes Wader singt Shanties                                 |
| So was gibt es noch                                                 | Wader                                                               | 1979 | Wieder unterwegs                                            |
| Im Garten                                                           | Colin Wilkie / Wilkie, dt. Wader                                    | 1979 | Wieder unterwegs                                            |
| Traum vom Frieden (Last Night I Had the Strangest Dream)            | Ed McCurdy / McCurdy, dt. Wader                                     | 1979 | Wieder unterwegs                                            |
| Unterschriftensammlung                                              | Wader                                                               | 1979 | Wieder unterwegs                                            |
| Freunde, Genossen                                                   | Wader                                                               | 1979 | Wieder unterwegs                                            |
| Schlaf Liebste                                                      | Wader                                                               | 1979 | Wieder unterwegs                                            |
| Wieder unterwegs                                                    | Wader                                                               | 1979 | Wieder unterwegs                                            |
| Nun muss ich gehen                                                  | Wader                                                               | 1980 | Es ist an der Zeit                                          |
| Emma Klein                                                          | Wader                                                               | 1980 | Es ist an der Zeit                                          |
| Blick zurück                                                        | Wader                                                               | 1980 | Es ist an der Zeit                                          |
| Erinnerung                                                          | Wader                                                               | 1980 | Es ist an der Zeit                                          |
| Ballade vom Fisch                                                   | Wader                                                               | 1980 | Es ist an der Zeit                                          |
| Hafenmelodie                                                        | Wader                                                               | 1980 | Es ist an der Zeit                                          |
| Es ist an der Zeit (No Man’s Land, auch The Green Fields of France) | Eric Bogle / Bogle, dt. Wader                                       | 1980 | Es ist an der Zeit                                          |
| Winterlied                                                          | Wader                                                               | 1982 | Dass nichts bleibt wie es war                               |
| Leben einzeln und frei                                              | Wader                                                               | 1982 | Dass nichts bleibt wie es war                               |
| Sommerlied                                                          | Wader                                                               | 1982 | Dass nichts bleibt wie es war                               |
| Sag mir wo die Blumen sind                                          | Pete Seeger / Seeger, dt. Max Colpet                                | 1982 | Dass nichts bleibt wie es war                               |
| Die bessere Zeit                                                    | Wader                                                               | 1983 | Nicht nur ich allein                                        |
| Uns bleibt keine Wahl                                               | Wader                                                               | 1983 | Nicht nur ich allein                                        |
| Erfülltes Leben                                                     | Wader                                                               | 1983 | Nicht nur ich allein                                        |
| Die Mine                                                            | Wader                                                               | 1983 | Nicht nur ich allein                                        |
| Pablo                                                               | Wader                                                               | 1983 | Nicht nur ich allein                                        |
| Veränderung                                                         | Wader                                                               | 1983 | Nicht nur ich allein                                        |
| Der Büffel                                                          | Wader                                                               | 1983 | Nicht nur ich allein                                        |
| Wir werden seh’n                                                    | Wader                                                               | 1985 | Glut am Horizont                                            |
| Abschied                                                            | Wader                                                               | 1985 | Glut am Horizont                                            |
| Am Fluss                                                            | Wader                                                               | 1985 | Glut am Horizont                                            |
| Dioxin                                                              | Wader                                                               | 1985 | Glut am Horizont                                            |
| Damals (Rock ’n Roll – I Gave You the Best Years of My Life)        | Kevin Stephen Johnson / Johnson, dt. Wader                          | 1985 | Glut am Horizont                                            |
| Landesknecht                                                        | Wader                                                               | 1985 | Glut am Horizont                                            |
| Johnny                                                              | Wader                                                               | 1985 | Glut am Horizont                                            |
| Wenn du meine Lieder hörst                                          | Wader                                                               | 1986 | Liebeslieder                                                |
| Alles wird so leicht                                                | Wader                                                               | 1986 | Liebeslieder                                                |
| Jepestinija Stepanowas Garten                                       | Wader                                                               | 1986 | Liebeslieder                                                |
| Seit du da bist                                                     | Wader                                                               | 1986 | Liebeslieder                                                |
| Es ist wahr                                                         | Wader                                                               | 1986 | Liebeslieder                                                |
| Lisa                                                                | Wader                                                               | 1986 | Liebeslieder                                                |
| Mammi                                                               | Wader                                                               | 1986 | Liebeslieder                                                |
| Der Rattenfänger im Kaffee G.                                       | Wader                                                               | 1987 | Bis jetzt                                                   |
| Lothar                                                              | Wader                                                               | 1989 | Nach Hamburg                                                |
| Nach Hamburg                                                        | Wader                                                               | 1989 | Nach Hamburg                                                |
| Der Kodiakbär                                                       | Wader                                                               | 1989 | Nach Hamburg                                                |
| Hamburg-Oregon                                                      | Wader                                                               | 1989 | Nach Hamburg                                                |
| Mit Eva auf dem Eis                                                 | Wader                                                               | 1989 | Nach Hamburg                                                |
| Cappuccino I                                                        | Wader                                                               | 1989 | Nach Hamburg                                                |
| Cappuccino II                                                       | Wader                                                               | 1989 | Nach Hamburg                                                |
| Die Möwe                                                            | Wader                                                               | 1989 | Nach Hamburg                                                |
| Denkmalsbeschreibung                                                | Wader                                                               | 1989 | Nach Hamburg                                                |
| Die Kinder von Bullenhuser Damm                                     | Wader                                                               | 1989 | Nach Hamburg                                                |
| Schlachthof                                                         | Wader                                                               | 1989 | Nach Hamburg                                                |
| Ankes Bioladen                                                      | Wader                                                               | 1989 | Nach Hamburg                                                |
| Große Freiheit                                                      | Wader                                                               | 1989 | Nach Hamburg                                                |
| Alptraum                                                            | Wader                                                               | 1989 | Nach Hamburg                                                |
| Folgenlos                                                           | Wader                                                               | 1989 | Nach Hamburg                                                |
| Hafenmond                                                           | Wader                                                               | 1989 | Nach Hamburg                                                |
| Mondphase                                                           | Wader                                                               | 1989 | Nach Hamburg                                                |
| Macht’s gut                                                         | Wader                                                               | 1989 | Nach Hamburg                                                |
| Rosen im Dezember                                                   | Detlef Petersen / Wader                                             | 1990 | Hannes Wader singt Volkslieder                              |
| Bunt sind schon die Wälder                                          | Johann Friedrich Reichardt / Johann Gaudenz von Salis-Seewis        | 1990 | Hannes Wader singt Volkslieder                              |
| Muß i denn zum Städtele hinaus (Wooden Heart)                       | trad. (Württemberg, 18. Jh.)                                        | 1990 | Hannes Wader singt Volkslieder                              |
| Und in dem Schneegebirge                                            | trad. (Schlesien, 16./18. Jh.)                                      | 1990 | Hannes Wader singt Volkslieder                              |
| Ich fahr dahin                                                      | Lochamer Liederbuch (15. Jh.)                                       | 1990 | Hannes Wader singt Volkslieder                              |
| Innsbruck, ich muß Dich lassen                                      | Heinrich Isaac / Isaac                                              | 1990 | Hannes Wader singt Volkslieder                              |
| Ännchen von Tharau                                                  | Friedrich Silcher / Simon Dach, hochdeutsch Johann Gottfried Herder | 1990 | Hannes Wader singt Volkslieder                              |
| Jetzt kommen die lustigen Tage                                      | trad. (19. Jh.)                                                     | 1990 | Hannes Wader singt Volkslieder                              |
| Wenn alle Brünnlein fließen                                         | trad. (16. Jh.)                                                     | 1990 | Hannes Wader singt Volkslieder                              |
| Morgen muß ich fort                                                 | Friedrich Silcher / trad. (18. Jh.)                                 | 1990 | Hannes Wader singt Volkslieder                              |
| Kein Feuer, keine Kohle                                             | trad. (18. Jh.)                                                     | 1990 | Hannes Wader singt Volkslieder                              |
| Als ich gestern einsam ging                                         | Karl Blume / Hermann Löns                                           | 1990 | Hannes Wader singt Volkslieder                              |
| Drei Zigeuner                                                       | Theodor Meyer-Steineg / Nikolaus Lenau                              | 1990 | Hannes Wader singt Volkslieder                              |
| Die Reise nach Jütland                                              | trad. (19. Jh.)                                                     | 1990 | Hannes Wader singt Volkslieder                              |
| Ade zur guten Nacht                                                 | trad. (19. Jh.)                                                     | 1990 | Hannes Wader singt Volkslieder                              |
| Ja vielleicht …                                                     | Wader                                                               |      |                                                             |
| Lange ging ich durch mein Leben                                     | Wader                                                               |      |                                                             |
| Es ist einer von euch                                               | Wader                                                               |      |                                                             |
| Gut wieder hier zu sein (It’s Good to See You)                      | Allan Taylor / Taylor, dt. Hannes Wader                             | 2003 | Mey, Wader, Wecker – das Konzert                            |
| Schön ist die Jugend                                                | Wader                                                               | 2003 | Mey, Wader, Wecker – das Konzert                            |
| Vaters Land                                                         | trad. / Wader                                                       | 2003 | Mey, Wader, Wecker – das Konzert                            |
| Wünsche                                                             | L. Gieco / Giacomo, dt. Wader                                       | 2003 | Mey, Wader, Wecker – das Konzert                            |
| Erste Liebe                                                         | Wader                                                               | 2003 | Mey, Wader, Wecker – das Konzert                            |
| Gestresst                                                           | trad. / Wader                                                       | 2003 | Mey, Wader, Wecker – das Konzert                            |
| Wer weiß                                                            | trad. / Wader                                                       | 2003 | Mey, Wader, Wecker – das Konzert                            |
| Kleine Stadt                                                        | Phil Coulter / Coulter, dt. Wader                                   | 2003 | Mey, Wader, Wecker – das Konzert                            |
| Sage Nein!                                                          | Konstantin Wecker                                                   | 2003 | Mey, Wader, Wecker – das Konzert                            |
| Krebsgang                                                           | Wader                                                               | 1991 | Nie mehr zurück                                             |
| Im Januar                                                           | Wader                                                               | 1991 | Nie mehr zurück                                             |
| Traumtänzer                                                         | Wader                                                               | 1991 | Nie mehr zurück                                             |
| Schön ist das Alter                                                 | Petersen / Wader                                                    | 1991 | Nie mehr zurück                                             |
| Die Stille                                                          | Wader                                                               | 1991 | Nie mehr zurück                                             |
| Der Zimmermann                                                      | Wader                                                               | 1991 | Nie mehr zurück                                             |
| Du träumst von alten Zeiten                                         | Wader                                                               | 1991 | Nie mehr zurück                                             |
| Nachtfahrt                                                          | Wader                                                               | 1995 | 10 Lieder                                                   |
| Strom der Zeit                                                      | Wader                                                               | 1995 | 10 Lieder                                                   |
| Alle Hügel                                                          | Wader                                                               | 1995 | 10 Lieder                                                   |
| Eltern                                                              | Wader                                                               | 1995 | 10 Lieder                                                   |
| Unglück vor mir                                                     | Wader                                                               | 1995 | 10 Lieder                                                   |
| Das Meer ist tief                                                   | Wader                                                               | 1995 | 10 Lieder                                                   |
| Nie mehr Streit                                                     | Wader                                                               | 1995 | 10 Lieder                                                   |
| Tagtraum                                                            | Wader                                                               | 1995 | 10 Lieder                                                   |
| Der Unsichtbare                                                     | Wader                                                               | 1995 | 10 Lieder                                                   |
| Wer weiß                                                            | Wader                                                               | 1995 | 10 Lieder                                                   |
| Prosit bei Tag und Nacht                                            | Carl Michael Bellman / Bellman                                      | 1996 | Liebe, Schnaps, Tod – Wader singt Bellman                   |
| Rasch, es weht ein Wind von Süd                                     | Carl Michael Bellman / Bellman                                      | 1996 | Liebe, Schnaps, Tod – Wader singt Bellman                   |
| Komm nimm deine Geige                                               | Carl Michael Bellman / Bellman                                      | 1996 | Liebe, Schnaps, Tod – Wader singt Bellman                   |
| Trink aus dein Glas                                                 | Carl Michael Bellman / Bellman                                      | 1996 | Liebe, Schnaps, Tod – Wader singt Bellman                   |
| Der Teufel ist hier                                                 | Carl Michael Bellman / Bellman                                      | 1996 | Liebe, Schnaps, Tod – Wader singt Bellman                   |
| Blast, Musikanten                                                   | Carl Michael Bellman / Bellman                                      | 1996 | Liebe, Schnaps, Tod – Wader singt Bellman                   |
| Schau, wie die Nacht                                                | Carl Michael Bellman / Bellman                                      | 1996 | Liebe, Schnaps, Tod – Wader singt Bellman                   |
| Blas, Vater Berg die Flöte                                          | Carl Michael Bellman / Bellman                                      | 1996 | Liebe, Schnaps, Tod – Wader singt Bellman                   |
| Charon durchbricht die Leere                                        | Carl Michael Bellman / Bellman                                      | 1996 | Liebe, Schnaps, Tod – Wader singt Bellman                   |
| Brüder, es zieht ein Geruch übers Land                              | Carl Michael Bellman / Bellman                                      | 1996 | Liebe, Schnaps, Tod – Wader singt Bellman                   |
| Tritt vor, du Gott der Nacht                                        | Carl Michael Bellman / Bellman                                      | 1996 | Liebe, Schnaps, Tod – Wader singt Bellman                   |
| Darfst nun getrost                                                  | Carl Michael Bellman / Bellman                                      | 1996 | Liebe, Schnaps, Tod – Wader singt Bellman                   |
| Der Musensohn                                                       | Franz Schubert / Johann Wolfgang von Goethe                         | 1997 | An dich hab ich gedacht – Wader singt Schubert              |
| Ständchen                                                           | Franz Schubert / Heinrich Heine                                     | 1997 | An dich hab ich gedacht – Wader singt Schubert              |
| Die Forelle                                                         | Franz Schubert / Christian Friedrich Daniel Schubart                | 1997 | An dich hab ich gedacht – Wader singt Schubert              |
| Im Abendrot                                                         | Franz Schubert / Carl Gottlieb Lappe                                | 1997 | An dich hab ich gedacht – Wader singt Schubert              |
| Das Wandern                                                         | Franz Schubert / Wilhelm Müller                                     | 1997 | An dich hab ich gedacht – Wader singt Schubert              |
| Der Neugierige                                                      | Franz Schubert / Wilhelm Müller                                     | 1997 | An dich hab ich gedacht – Wader singt Schubert              |
| Wohin?                                                              | Franz Schubert / Wilhelm Müller                                     | 1997 | An dich hab ich gedacht – Wader singt Schubert              |
| Morgengruß                                                          | Franz Schubert / Wilhelm Müller                                     | 1997 | An dich hab ich gedacht – Wader singt Schubert              |
| Des Müllers Blumen                                                  | Franz Schubert / Wilhelm Müller                                     | 1997 | An dich hab ich gedacht – Wader singt Schubert              |
| Der Müller und der Bach                                             | Franz Schubert / Wilhelm Müller                                     | 1997 | An dich hab ich gedacht – Wader singt Schubert              |
| Des Baches Wiegenlied                                               | Franz Schubert / Wilhelm Müller                                     | 1997 | An dich hab ich gedacht – Wader singt Schubert              |
| Gute Nacht                                                          | Franz Schubert / Wilhelm Müller                                     | 1997 | An dich hab ich gedacht – Wader singt Schubert              |
| Wasserflut                                                          | Franz Schubert / Wilhelm Müller                                     | 1997 | An dich hab ich gedacht – Wader singt Schubert              |
| Frühlingstraum                                                      | Franz Schubert / Wilhelm Müller                                     | 1997 | An dich hab ich gedacht – Wader singt Schubert              |
| Die Post                                                            | Franz Schubert / Wilhelm Müller                                     | 1997 | An dich hab ich gedacht – Wader singt Schubert              |
| Täuschung                                                           | Franz Schubert / Wilhelm Müller                                     | 1997 | An dich hab ich gedacht – Wader singt Schubert              |
| Der Leiermann                                                       | Franz Schubert / Wilhelm Müller                                     | 1997 | An dich hab ich gedacht – Wader singt Schubert              |
| Victor Jara                                                         | Wader                                                               | 2001 | Wünsche                                                     |
| Vorfrühling                                                         | Wader                                                               | 2001 | Wünsche                                                     |
| Sommernacht                                                         | Wader                                                               | 2001 | Wünsche                                                     |
| Novemberlied                                                        | Wader                                                               | 2001 | Wünsche                                                     |
| Winternacht                                                         | Wader                                                               | 2001 | Wünsche                                                     |
| Von der Ehe                                                         | Wader                                                               | 2001 | Wünsche                                                     |
| Ich bring dich durch die Nacht                                      | Reinhard Mey / Mey                                                  | 2001 | Wünsche                                                     |
| Indian Summer                                                       | Gary Bolstad / Bolstad                                              | 2001 | Wünsche                                                     |
| Paris 1794                                                          | Wader                                                               | 2004 | … und es wechseln die Zeiten                                |
| Milliardäre                                                         | Wader                                                               | 2004 | … und es wechseln die Zeiten                                |
| Griechisches Lied                                                   | Wader                                                               | 2004 | … und es wechseln die Zeiten                                |
| Vanitas! Vanitatum! Vanitas                                         | Wader                                                               | 2004 | … und es wechseln die Zeiten                                |
| Stellungnahme                                                       | Wader                                                               | 2004 | … und es wechseln die Zeiten                                |
| Wandern lieb ich für mein Leben                                     | Wader                                                               | 2004 | … und es wechseln die Zeiten                                |
| O käm das Morgenrot herauf                                          | Wader                                                               | 2004 | … und es wechseln die Zeiten                                |
| Vergänglichkeit der Schönheit                                       | Wader                                                               | 2004 | … und es wechseln die Zeiten                                |
| Vereinsamt                                                          | Wader                                                               | 2004 | … und es wechseln die Zeiten                                |
| Petite Ville                                                        | Phil Coulter / Coulter                                              | 2004 | … und es wechseln die Zeiten                                |
| Krieg ist Krieg                                                     | Wader                                                               | 2004 | … und es wechseln die Zeiten                                |
| Dass wir so lang leben dürfen                                       | Wader / Manfred Hausin                                              | 2018 | Macht’s gut!                                                |
| Schwestern, Brüder (What’s the Life of a Man)                       | trad. / Wader                                                       | 2018 | Macht’s gut!                                                |
| Leben im Leben                                                      | Ekotto Ekx‘Son, Konstantin Wecker / Wecker                          | 2010 | Kein Ende in Sicht                                          |
| Trotz alledem III                                                   | trad., bearb. Wader / Wader                                         | 2010 | Kein Ende in Sicht                                          |
| Wiener Fiakerlied                                                   | Gustav Pick / Pick, bearb.: Wader                                   | 2010 | Kein Ende in Sicht                                          |
| Feine Gesellschaft                                                  | Konstantin Wecker / Wecker                                          | 2010 | Kein Ende in Sicht                                          |
| In diesen Nächten                                                   | Konstantin Wecker / Wecker                                          | 2010 | Kein Ende in Sicht                                          |
| Ich singe, weil ich ein Lied hab’                                   | Konstantin Wecker / Victor Heredia, dt. Wecker                      | 2010 | Kein Ende in Sicht                                          |
| Guttiland                                                           | Konstantin Wecker / Wecker                                          | 2010 | Kein Ende in Sicht                                          |
| Schlendern                                                          | Konstantin Wecker / Wecker                                          | 2010 | Kein Ende in Sicht                                          |
| Politik (Mal angenommen …)                                          | Wader                                                               | 2006 | Mal angenommen                                              |
| Blues in F                                                          | Wader                                                               | 2006 | Mal angenommen                                              |
| Der hölzerne Brunnen                                                | Wader                                                               | 2006 | Mal angenommen                                              |
| En roulant ma boule                                                 | Wader                                                               | 2006 | Mal angenommen                                              |
| Gewalt                                                              | Wader                                                               | 2006 | Mal angenommen                                              |
| Gute Tage                                                           | Wader                                                               | 2006 | Mal angenommen                                              |
| Der Weißdornbusch                                                   | Wader                                                               | 2006 | Mal angenommen                                              |
| Familienerbe                                                        | Wader                                                               | 2006 | Mal angenommen                                              |
| Ich werd’ es überstehn (Last Thing on My Mind)                      | Tom Paxton / Paxton, dt. Wader                                      | 2012 | Nah dran                                                    |
| Nah dran                                                            | Wader                                                               | 2012 | Nah dran                                                    |
| Der Drachen                                                         | Wader                                                               | 2012 | Nah dran                                                    |
| Boulevard St. Martin                                                | Wader                                                               | 2012 | Nah dran                                                    |
| Die welken Blätter (Les Feuilles mortes)                            | Joseph Kosma / Jacques Prevert, dt. Wader                           | 2012 | Nah dran                                                    |
| Mahlzeit                                                            | Wader                                                               | 2012 | Nah dran                                                    |
| Jeder Traum                                                         | Franz Josef Degenhardt / Louis Fürnberg                             | 2012 | Nah dran                                                    |
| Alter Freund                                                        | Pete Seeger / Seeger, dt. Wader                                     | 2012 | Nah dran                                                    |
| Seit Ewigkeiten (Turn, Turn, Turn)                                  | Pete Seeger / Seeger, dt. Wader                                     | 2012 | Nah dran                                                    |
| Was keiner wagt                                                     | Konstantin Wecker / Lothar Zenetti                                  | 2012 | Nah dran                                                    |
| Lied vom Tod                                                        | Wader                                                               | 2012 | Nah dran                                                    |
| Die Mädchen in den Schänken                                         | Reinhard Mey / François Villon, dt. Martin Löpelmann                | 2012 | Nah dran                                                    |
| Mürrisch sitzen sie und maulen                                      | trad. / Joseph von Eichendorff                                      | 2012 | Nah dran                                                    |
| Los Compañeros (mit Allan Taylor)                                   | Allan Taylor / Taylor                                               | 2013 | Old Friends in Concert                                      |
| Banjo Man (mit Allan Taylor)                                        | Allan Taylor / Taylor                                               | 2013 | Old Friends in Concert                                      |
| Kerouac’s Dream (mit Allan Taylor)                                  | Allan Taylor / Taylor                                               | 2013 | Old Friends in Concert                                      |
| I’m Going Home (mit Allan Taylor)                                   | Allan Taylor / Taylor                                               | 2013 | Old Friends in Concert                                      |
| So wie der                                                          | Wader                                                               | 2015 | Sing                                                        |
| Wo ich herkomme                                                     | Wader                                                               | 2015 | Sing                                                        |
| Für dich                                                            | Wader                                                               | 2015 | Sing                                                        |
| Folksinger’s Rest                                                   | Wader                                                               | 2015 | Sing                                                        |
| Morgens am Strand                                                   | Wader                                                               | 2015 | Sing                                                        |
| Alles nur Schein                                                    | Wader                                                               | 2015 | Sing                                                        |
| Bei dir                                                             | Wader                                                               | 2015 | Sing                                                        |
| Das kleine Gewitter                                                 | Wader                                                               | 2015 | Sing                                                        |
| Lissi                                                               | Wader                                                               | 2015 | Sing                                                        |
| Sing                                                                | Wader                                                               | 2015 | Sing                                                        |
| Le Temps des cerises                                                | Antoine Renard / Jean-Baptiste Clément                              | 2022 | Noch hier – Was ich noch singen wollte                      |
| Um eine bess’re Welt zu schaffen                                    | Mikis Theodorakis / Giorgos Seferis, dt. Wader                      | 2022 | Noch hier – Was ich noch singen wollte                      |
| Novembertag                                                         | Wader / Amanda Hose                                                 | 2022 | Noch hier – Was ich noch singen wollte                      |
| Es dunkelt schon in der Heide                                       | trad.                                                               | 2022 | Noch hier – Was ich noch singen wollte                      |
| Es ist vorbei                                                       | Wader                                                               | 2022 | Noch hier – Was ich noch singen wollte                      |
| Vorm Bahnhof                                                        | Wader                                                               | 2022 | Noch hier – Was ich noch singen wollte                      |
| In stiller Nacht                                                    | Johannes Brahms / Friedrich Spee von Langenfeld                     | 2022 | Noch hier – Was ich noch singen wollte                      |
| Alte Melodie                                                        | Text: Hannes Wader                                                  | 2022 | Noch hier – Was ich noch singen wollte                      |
| Plaisir d’amour                                                     | Jean-Paul-Égide Martini / Jean-Pierre Claris de Florian             | 2022 | Noch hier – Was ich noch singen wollte                      |
| Klaas der Storch                                                    | Wader                                                               | 2022 | Noch hier – Was ich noch singen wollte                      |
| Herr Aage                                                           | Ernst Duis / Moritz Hartmann                                        | 2022 | Noch hier – Was ich noch singen wollte                      |
| Krieg ist Krieg                                                     | Text: Wader                                                         | 2022 | Noch hier – Was ich noch singen wollte                      |
| Schlimme Träume                                                     | Wader                                                               | 2022 | Noch hier – Was ich noch singen wollte                      |
| Lob des Winters                                                     | Johann Sebastian Bach / Johann Christian Günther                    | 2022 | Noch hier – Was ich noch singen wollte                      |
| Es will meine Liebste (Once I Had a Sweethart)                      | Turlough O’Carolan / O’Carolan, dt. Wader                           | 2022 | Noch hier – Was ich noch singen wollte                      |
| Noch hier                                                           | Wader / Manfred Hausin                                              | 2022 | Noch hier – Was ich noch singen wollte                      |
| Wahre Freundschaft                                                  | trad.                                                               | 2021 | Poetenweg – Geschichten und Lieder an einem Spätsommerabend |
| Brüder, zur Sonne, zur Freiheit                                     | Leonid Petrowitsch Radin / Hermann Scherchen                        | 2021 | Poetenweg – Geschichten und Lieder an einem Spätsommerabend |
| Und am Abend ziehen Gaukler                                         | Werner Helwig / Helwig                                              | 2021 | Poetenweg – Geschichten und Lieder an einem Spätsommerabend |
| Zwei Musketiere (mit Reinhard Mey)                                  | Wader / Reinhard Mey                                                | 2024 | Reinhard Mey: Nach Haus                                     |
| Auf eine Leierkastenmeldoie                                         | Dota Kehr / Mascha Kaléko                                           | 2022 |                                                             |